# Oekraïense Basketbal Super Liga (vrouwen)
De Oekraïense Basketbal Super Liga is de hoogste damesbasketbalcompetitie in het basketbalsysteem van Oekraïne en wordt georganiseerd door de Oekraïense basketbalbond.
De Oekraïense Basketbal Super Liga werd in 1992 opgericht in opvolging van de competitie die in de SSR Oekraïne werd gespeeld. Deze competitie verving in 1940 op zijn beurt de competitie die van 1924-1939 gespeeld werd in het onafhankelijke Oekraïne voor de inname door de Sovjet-Unie. Momenteel bestaat de competitie uit tien clubs, die twee keer per jaar tegen elkaar uitkomen.